# Güneysınır (district)
Güneysınır is een Turks district in de provincie Konya en telt 11.286 inwoners (2007). Het district heeft een oppervlakte van 321,7 km². Hoofdplaats is Güneysınır.
De bevolkingsontwikkeling van het district is weergegeven in onderstaande tabel.
| 1997   | 2000   | 2007   |
| ------ | ------ | ------ |
| 22.272 | 24.301 | 11.286 |